# Ołeksandr Tarasenko (ur. 1978)
Ołeksandr Wiktorowycz Tarasenko, ukr. Олександр Вікторович Тарасенко (ur. 11 grudnia 1978 w Żółtych Wodach, w obwodzie dniepropetrowskim) – ukraiński piłkarz, grający na pozycji obrońcy.

## Kariera piłkarska

### Kariera klubowa
Wychowanek Szkoły Piłkarskiej w Żółtych Wodach. Karierę piłkarską rozpoczął 30 czerwca 1994 w składzie miejscowej drużyny Sirius Żółte Wody, który wkrótce przeniósł się do Krzywego Rogu. Na początku 1998 został piłkarzem zespołu Olimpija FK AES Jużnoukraińsk. W sezonie 2001/02 również występował w MFK Mikołajów. Latem 2004 przeszedł do klubu Hirnyk-Sport Komsomolsk. Na początku 2005 przeniósł się do Dynamo-IhroSerwis Symferopol. Latem 2006 został zaproszony do FK Ołeksandrija. Po dwóch sezonach odszedł do Naftowyk-Ukrnafty Ochtyrka. Latem 2011 powrócił do MFK Mikołajów. Podczas przerwy zimowej sezonu 2011/12 wyjechał do Uzbekistanu, gdzie bronił barw FK Buxoro. W sierpniu 2012 ponownie wrócił do MFK Mikołajów. Latem 2013 zasilił skład Tytanu Armiańsk. Na początku 2014 wyjechał do Litwy, gdzie został piłkarzem Klaipėdos Granitas.